# ミハ・ザイツ
ミハ・ザイツ(Miha Zajc  1994年7月1日-)はスロベニアのサッカー選手。スロベニア代表。フェネルバフチェSKに所属している。ポジションはMF。スロベニア代表。

## 経歴

### クラブ
2017年1月25日、セリエAのエンポリFCに4年契約で移籍した。

### 代表
スロベニアの世代別代表を経て、2016年3月23日、北マケドニア代表との親善試合にてスロベニア代表デビューを果たした。代表初得点は2018年6月2日のモンテネグロ代表戦であり、初得点を含む1得点1アシストの活躍で2-0での勝利に貢献した。

## プレースタイル
推進力のあるドリブルと、強烈なミドルシュートを放つボランチ。

## タイトル
エンポリ
- セリエB : 2017-18